# Valentin Rusu (deputat)
Valentin Rusu (n. 4 martie 1970, Alba Iulia, Alba, România) este politician român, deputat în Parlamentul României. A fost ales deputat în 2004, 2008 și 2012 în circumscripția electorală nr.11 Caraș-Severin. 
A fost președinte al Organizației Municipale Reșița a Partidului Democrat-Liberal. În 2012, după ce a demisionat din PDL, a devenit vicepreședinte al Partidului Național Liberal Caraș-Severin, poziție în care a fost reconfirmat în cadrul ședinței Biroului Permanent Teritorial din 20 iunie 2013.
Valentin Rusu este căsătorit și are un copil.

## Educație
Valentin Rusu a absolvit Facultatea de Inginerie, secția TCM, în cadrul Universității „Eftimie Murgu” din Reșița în 1997. Patru ani mai târziu, a obținut o licență în Științe Economice la aceeași instituție. După finalizarea studiilor de licență, a urmat mai multe programe de studii postuniversitare, inclusiv la Institutul Diplomatic Român (2011), Universitatea Națională de Apărare „Carol I” (2010), Academia Națională de Informații „Mihai Viteazul” (Securitate Națională) (2010) și Colegiul Național de Afaceri Interne (2006).
În perioada 2004-2008, a ocupat funcția de director general al SC Drumuri și Poduri S.A. Caraș-Severin. Anterior, a fost inspector principal de asigurări la SC Asirom S.A. Caraș-Severin (1998–2004) și inginer la Întreprinderea Mecanică Reșița (1997–1998).
În 2011, Valentin Rusu a obținut două diplome de master: una în Managementul informațiilor (Universitatea „Valahia” din Târgoviște) și alta în Managementul administrației publice (Universitatea „Eftimie Murgu” din Reșița). În 2012, și-a finalizat studiile doctorale în Management, cu teza „Concepte și realități ale politicii externe și de securitate comune în contextul construcției europene. Opțiuni manageriale”.